# Barnabas Sibusiso Dlamini
Barnabas Sibusiso Dlamini (Nhlangano, 15 maggio 1942 – Manzini, 29 settembre 2018) è stato un politico swati, Primo ministro dello Swaziland dal 1996 al 2003 e di nuovo dall'ottobre 2008 al settembre 2018.
È stato anche Ministro delle Finanze dal 1983 al 1993 e uno dei direttori esecutivi del Fondo Monetario Internazionale.

## Biografia
Barnabas Sibusiso Dlamini è stato Ministro delle Finanze dal 1984 al 1993 e due volte primo ministro: la prima dal 26 luglio 1996 al 29 settembre 2003 e la volta dal 23 ottobre 2008 al 4 settembre 2018.
Nel 2017 si recò a Taiwan e in Sudafrica per esami medici. Fu ricoverato in un'unità di terapia intensiva nell'aprile 2018 a Mbabane. Morì il 28 settembre 2018, poche settimane dopo aver lasciato l'incarico da primo ministro.

## Vita privata
Dlamini ha avuto tre matrimoni. La prima moglie fu Jane Gezephi Matsebula, sposata il 26 giugno 1970; morì il 14 dicembre 2012. Il 15 marzo 2014 sposò in seconde nozze Joy Nonjabulo Gladness Maziya, pastore protestante, ma chiese il divorzio poco più di due anni dopo, il 1º aprile 2016. Nel novembre 2017, contrasse un terzo matrimonio con l'insegnante Gugu Primrose Simelane.